# Johann Dominik Mahlknecht
Johann Dominik Mahlknecht, conocido también como Dominique Molknecht (Castelrotto, Bolzano, 1793 - París, 1876) fue un escultor austríaco, que vivió y desarrolló su carrera artística en Francia en el siglo XIX.

## Vida y actividad artística

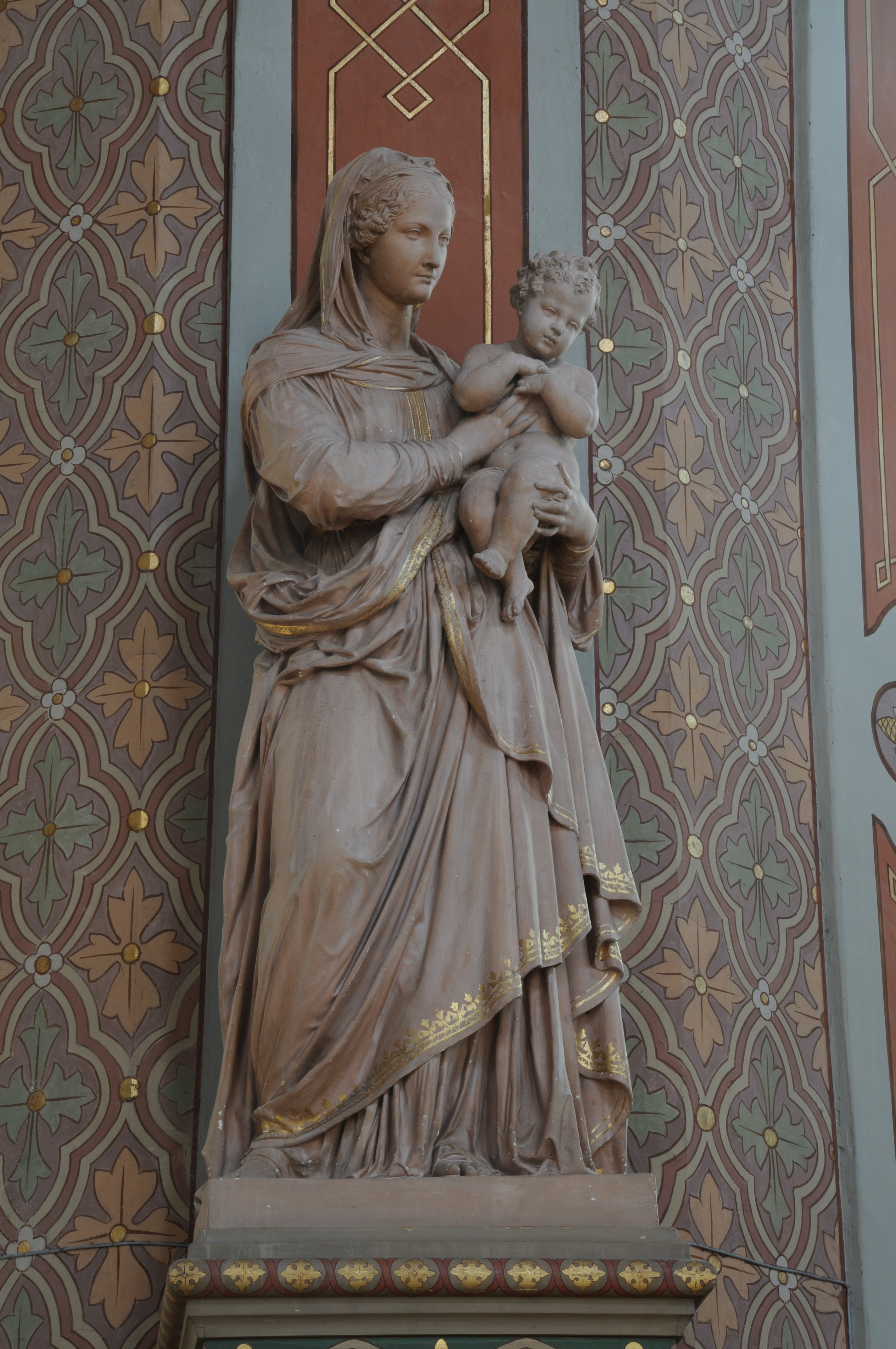
Madonna con el Niño, por J. D. Mahlknecht, iglesia parroquial de Urtijëi, Tirol.

Dominik Mahlknecht nació el 13 de noviembre de 1793 en la localidad tirolesa de Castelrotto, por aquel entonces parte del Imperio austrohúngaro, aunque en la actualidad forma parte de Italia.
Desde temprana edad mostró inclinación por la escultura; se trasladó muy joven a Francia para continuar allí su formación. Primero residió en Lyon y Le Mans, y en el año 1812 se estableció en Nantes, donde entró en el estudio del escultor Joseph Debay (1779-1863). En esta época realizó numerosos monumentos y estatuas conmemorativas para espacios públicos. El verdadero reconocimiento le llegó a Mahlknecht en 1826, cuando el rey Carlos X le nombró Escultor de Su Alteza Real. El nombramiento incluía la cesión de un estudio en París para que el artista desarrollase su trabajo y formase a jóvenes alumnos.
En el año 1840, Mahlknecht fue elegido por el Gobierno francés, junto a otros destacados escultores de la época, para la decoración exterior de la iglesia de la Magdalena de París; al escultor le correspondió la realización de la figura de San Francisco de Sales. 
El estilo de Mahlknecht sigue fielmente los esquemas del Neoclasicismo imperante en su época. No obstante, sus esculturas no muestran el frío distanciamiento y academicismo de Canova o Bertel Thorvaldsen, sino que buscan su inspiración no solo en la Antigüedad grecorromana, sino también en el Renacimiento o el Barroco. 
Así se muestra en alguna de sus mejores obras, como la Santa Filomena del Museum Gröden, el mencionado San Francisco de Sales o la Virgen con el Niño de la iglesia de Urtijëi, parroquia de su localidad natal, para la que también realizó cuatro figuras representando a los Evangelistas. En todas ellas se muestra su dominio de la técnica, que alcanza el virtuosismo en el tratamiento de las vestiduras y paños, y la serenidad y gracilidad de los rostros y actitudes de los personajes.
Tras una dilatada y prolífica carrera artística, de la que dejó muestras por toda Francia, el escultor falleció en París en 1876.

## Obras
- Estatua de René Duguay-Trouin, 1827. Museo municipal de Saint-Malo.
- La Asunción de María, 1833. Iglesia de Nuestra Señora de Metz.
- San Francisco de Sales, 1840. Iglesia de la Magdalena, París.
- Estatuas de los Evangelistas san Lucas, san Mateo, san Juan y san Marcos; La Virgen con el Niño. Iglesia parroquial de Urtijëi. Colocadas en 1859.
- Venus y Terpsícore. Ferdinandeum, Innsbruck.
- Santa Filomena. Museum Gröden, Urtijëi.